# Есер
Есер (фр. Essert) је насељено место у Француској у региону Франш-Конте, у департману Територија Белфор.
По подацима из 2011. године у општини је живело 3166 становника, а густина насељености је износила 451,64 становника/km².

## Демографија
| 1962. | 1968. | 1975. | 1982. | 1990. | 2011. |
| ----- | ----- | ----- | ----- | ----- | ----- |
| 1.529 | 1.545 | 1.561 | 2.468 | 514   | 3.166 |